# Музей живой истории
Музей живой истории — ненаучный термин, применяемый для определения некоторых видов музеев. Соответствует зарубежному понятию археологический музей под открытым небом, или музей экспериментальной практической археологии.
Подобные музеи получили широкую популярность в Европе в середине XX века. Тогда же была создана международная организация археологических музеев под открытым небом и других объектов, участвующих в экспериментальной археологии, — ExArc.

## Описание
Фактически музей живой истории — это воссозданный заново тот или иной объект (или группа объектов, зданий и сооружений) с максимально археологической и исторической точностью. При этом воссоздаётся не только архитектура исторического периода, но и одежда, вооружение, предметы быта. Чаще всего в подобных музеях практически отсутствуют экспонаты за стеклом. Все представленные предметы можно не только трогать руками, но и примерять на себя костюмы и доспехи. Всё это является принципиальным отличием от музеев в классическом понимании, в которых исторические (археологические) экспонаты запрещается чаще всего не только трогать, но и производить фото и видеофиксацию.
Работники музея живой истории, волонтёры или приглашённые мастера воссоздают старинные ремёсла и народные промыслы, проводят показательные творческие мастер-классы. Кроме того, в музеях воссоздают рецепты аутентичной кухни и музыкальные произведения. Всё это, вместе взятое, создает у посетителей музея ощущение полного погружения в историю.
Подобные музеи являются отличной площадкой для проведения исторических, фольклорных, и этнографических фестивалей и программ.
Музей живой истории — это и новое направлении в культурной жизни России, и новое направление в сферы экономики, так как зачастую подобные музеи создаются частными людьми, увлеченными исторической реконструкцией, и сами музеи являются производной от этого хобби.
Некоторые классические музеи, дабы привлечь дополнительное к себе внимание, оставив консерватизм, идут на смелые эксперименты и реализуют у себя некоторые программы живой истории. Одним из примеров является музей-заповедник Танаис.

## Основные отличия
Четыре фундаментальных отличия музеев живой истории от всех прочих музеев:
1. Воссозданные объекты. Все экспонаты созданы заново по образу и подобию исторических и археологических артефактов.
2. Все экспонаты можно трогать руками и примерять на себя.
3. Фото- и видеосъёмка разрешается без ограничений.
4. Некоторые музеи, в рамках исторических опытов, практик и изысканий, предоставляют право проживать на своей территории. Часто подобные мероприятия проводятся с задействованием, частично или полностью, всех экспонатов музея. В определённых кругах подобные практики получили название «практическая реконструкция», или «программа-погружение». Одним из примеров является проект «Глубокого погружения», где «погруженец» Андрей Пелевин ярко и красочно описал эксперимент и «проводника» Ходоту.